# Теодор Стефанідес
Теодор Стефанідес (англ. Theodore Stephanides, грец. Θεόδωρος Στεφανίδης; 21 січня 1896, Бомбей, Британська Індія — 1983, Лондон, Велика Британія) — грецький та британський зоолог, лікар-радіолог, гідробіолог, астроном, поет, перекладач, дослідник природи Корфу. Світову відомість отримав після публікації книги Джералда Даррелла «Моя родина та інші звірі», де описується дитяча дружба Даррелла з дорослішим Стефанідесом.
Походив з родини британського підданого грецького походження, дитинство провів у Індії та Франції, а з 11 років мешкав у Греції. Служив в армії під час Першої та Другої світових воєн, а також греко-турецької війни 1919-1922 років. Отримав диплом лікаря-радіолога, у 1930-ті завідував рентгенкабінетом на острові Керкіра (Корфу), паралельно вивчаючи фауну острова. Вільно володіючи англійською й грецькою перекладав на англійську твори грецьких письменників, співпрацював з Георгіосом Кацимбалісом та входив до літературних кіл Греції. Після Другої світової війни мешкав у Лондоні, працював рентгенологом. Сучасниками та істориками описується як «універсальна людина» з широкими знаннями в галузях медицини, біології, астрономії, історії, літератури тощо.

## Біографія
Теодор Філіпп Стефанідес народився 21 січня 1896 року в Бомбеї в родині працівника Індійської цивільної адміністрації. Його батько був родом з Тессалії. На початку XX століття після відставки батька його родина переїхала до Марселя, а 1907 року оселилася на грецькому острові Керкіра (Корфу). Теодор мав сестру Філіппу, у шлюбі Сансон.
У 1915 році Теодор закінчив гімназію та був відправлений до Лондона, де почав працювати в компанії братів Раллі, де служив його батько та з власників якої походила мати. Проте вже 1916 року Стефанідес почав працювати перекладачем при Тимчасовому уряді національної оборони Елефтеріоса Венізелоса в Салоніках. Звідти він пішов на фронт Першої світової війни, де служив артилеристом на Салонікському фронті від червня 1916 до лютого 1918 року, а потім у серпні-жовтні 1918. Його артилерійська батарея була розташована поміж містечок Кілкіс та Ізвор, на південь від Гевгелії, що тоді перебувала в болгарських руках. Там він познайомився з грецьким поетом та оповідачем Георгіосом Кацимбалісом, з яким товаришував багато років. Після закінчення війни Стефанідес продовжив службу в армії та брав участь у греко-турецькій війні 1919—1922 років.. У грудні 1921 року він потрапив на гаупвахту за відмову святкувати першу річницю повернення короля Костянтина I до Греції.
Після демобілізації 1922 року Стефанідес вступив на медичний факультет Паризького університету. Він вивчав радіологію в лабораторії Марії Склодовської-Кюрі. Перебуваючи в Парижі, Теодор розвинув своє юнацьке зацікавлення астрономією, яку студіював у Каміля Фламмаріона. Здобув диплом лікаря-радіолога 1928 року. У 1929 році захистив дисертацію доктора медицини на тему будови та використання мікроскопу. 
1928 року Стефанідес повернувся на Корфу, де разом з Філоктітісом Параміфіотісом відкрив перший рентгенкабінет на Іонічних островах та став відомим лікарем. 1930 року він одружився з Марією Олександрою Мустоксідес (англ. Mary Alexander Moustoxides), онукою британського консула, яка народила доньку Алексію. 
У 1933 році місцева влада Корфу доручила Стефанідесу розпочати дослідження прісних водойм острова з метою вжиття протималярійних заходів. Того ж року він здійснив круїз островами Греції, по дорозі досліджуючи фауну прісноводних водойм. У 1973 році він описав свою подорож у повісті «Острівні стежки» (англ. Island trails).
У 1935 році він познайомився з родиною Дарреллів, з якими до кінця життя зберігав теплі стосунки. Зокрема він часто відвідував Лоуренса Даррелла в селі Каламі. Також Стефанідес здійснив великий вплив на розвиток Джералда Даррелла, беручи його з собою на зоологічні екскурсії островом та знайомлячи з методами наукових досліджень.
1938 року Стефанідес переїхав до Салоніків, де на завдання Фонду Рокфеллера досліджував переносників малярії. У 1939 році Стефанідес був мобілізований до британської армії та служив у медичній службі Королівських збройних сил. Він брав участь у Битві за Крит 1941 року, кампанії в Лівійській пустелі 1941—1943 років та Сицилійській операції 1943 року. Дружина та донька Стефанідеса евакуювалися з Корфу до Великої Британії на початку війни, а його батьки загинули 1943 року під час німецького бомбардування острова. У 1946 році він опублікував спогади «Розв'язка в Криті» (англ. Climax in Crete), де критикував британське командування за відсутність підготовки до оборони впродовж 6 місяців 1941 року та описав настрої й побоювання солдатів під час тієї операції.

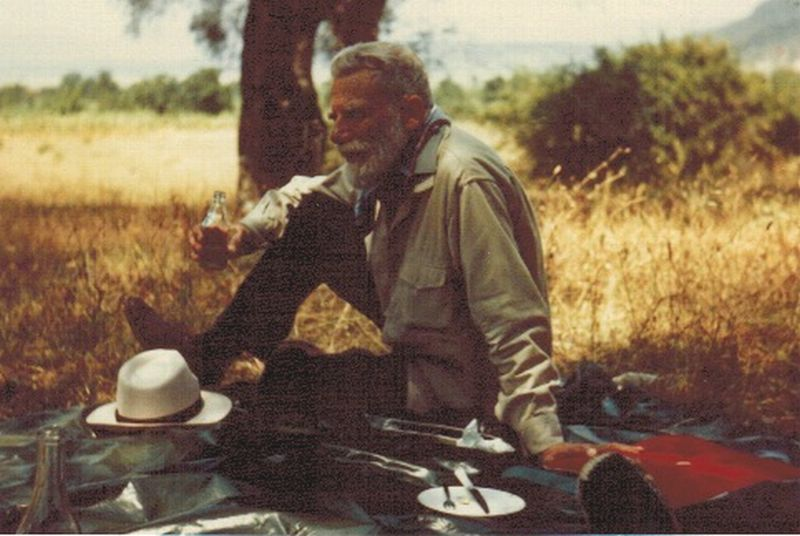
Стефанідес на Корфу 1967 року

Після Другої світової війни Стефанідес переїхав до Лондона, де працював асистентом радіолога в лікарні св. Фоми у 1945—1961 роках. Він співпрацював з Роналдом Парфіттом з Ламбетської лікарні.
Після війни розлучився з дружиною. У 1960-ті — 1970-ті роки відвідував Корфу. З 1973 року мешкав з родиною доньки в передмісті Лондона Кілберн. Співчував режиму «чорних полковників», попри те, що обидва його онуки (сини Алексії та Спіроса Меркуріса), Александр і Піррус, перебували під домашнім арештом як вороги режиму. На пенсії підготував до публікації низку перекладів та власних поезій, частину з яких опублікував за життя, а інші були видані після його смерті. 1967-го року відвідав Корфу, де знявся у фільмі з Джералдом Дарреллом, а 1983 року взяв участь з ним же в передачі «Це твоє життя» на телеканалі «ITV».

## Знайомство з Дарреллами
Стефанідес познайомився з другом Лоуренса Даррелла Джорджем Вілкінсоном ще до приїзду родини на Корфу 1935 року. Невдовзі по приїзду він потоваришував з Лоуренсом і його дружиною Ненсі, а надалі з Джералдом, якого навчав здійснювати спостереження за тваринами. Стефанідес ввів Лоуренса до грецьких літературних кіл. Стефанідес разом з дружиною Марією Александрою приходили до домівки Дарреллів раз на тиждень впродовж 1935-1939 років, з'являючись після обіду та залишаючись до вечері.
Постать Стефанідеса яскраво висвітлена в книгах Джералда Даррелла, проте він зображений одинаком, натомість значну частину екскурсій вони здійснювали разом з дочкою Стефанідеса Алексією. Стефанідес розвивав у Джералда його захоплення природою та тваринами, навчав його вести дослідження за допомогою мікроскопа, сачка та інших дослідницьких інструментів.
Завдяки Стефанідесу Лоуренс Даррелл познайомився з Георгіосом Кацимбалісом та його літературним гуртком, а також зав'язав інші корисні знайомства в Греції. Теодор дозволив йому використовувати свої неопубліковані праці про історію та природу Корфу, завдяки яким Лоуренс написав свою збірку «Prospero's Cell». Також він вичитував та редагував збірку Лоуренса «Грецькі острови», про що письменник повідомив у передмові.

## Науковий внесок
Стефанідес досліджував різні аспекти зоології острова Корфу. Значну роботу він здійснив щодо опису прісноводних ракоподібних та комах острова. У 1948 році видано його працю «Дослідження біології прісних вод Корфу та деяких інших регіонів Греції» (англ. A survey of the freshwater biology of Corfu and of certain other regions of Greece), яка й на початку XXI століття лишалася актуальним науковим джерелом, попри те, що є бібліографічною рідкістю з менш як десятком уцілілих екземплярів у наукових бібліотеках світу.
Серед описаних Стефанідесом видів — Eucypris kerkyrensis.
У кількох працях Стефанідес описав комарів та москітів Корфу, зокрема з роду москіт. За підтримки відділення Фонду Рокфеллера в Салоніках він досліджував методи боротьби з малярією. Зокрема, Стефанідес у праці 1964 року «The influence of the anti-mosquito fish, Gambusia affinis, on the natural fauna of a Corfu lakelet» показав руйнівний вплив на екологічний баланс водойм Корфу від інтродукування з протималярійною метою рибки гамбузії західної.
Більша частина наукових колекцій, рукописів, книжок, приладів Стефанідеса втрачена під час німецьких бомбардувань Корфу.
Усе життя Стефанідес робив астрономічні спостереження, вступивши до Французького астрономічного товариства 7 лютого 1915 року, зокрема, спостерігав метеорний дощ 9 жовтня 1933 року та комету Пельтьє 1936 року.
У 1947 році видано його посібник «Мікроскоп» (англ. The Microscope and the Practical Principles of Observation). Це була корисна книжка для студентів-медиків, дослідників, лаборантів. Рецензенти відзначали простоту та чіткість опису мікроскопа, його налаштувань, методики перевірки інструмента при купівлі. Посібник розглядав інструмент з погляду аматора, студента та спеціаліста та містив рекомендації щодо можливих тем мікроскопічних спостережень. Друга частина книжки була присвячена методиці спостережень, а також містила практичну бібліографію та словник термінів.
Також Стефанідес був співавтором наукової статті в «British Medical Journal» щодо лікування грибкової хвороби голови за допомогою рентгенівського випромінювання та автором статті в журналі «Lancet» щодо лікарських засобів грецької народної медицини.

## Літературна та перекладацька діяльність

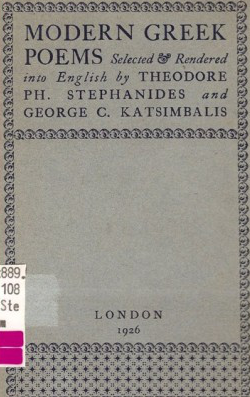
Обкладинка антології грецької поезії в англійському перекладі Стефанідеса та Кацимбаліса

Поезію Стефанідеса вважають близькою до неоформалізму, хоча сам термін з'явився за кілька років після його смерті. Він віддавав перевагу традиційним римам і ритму, всупереч тенденціям сучасної йому поезії. Чимало віршів Стефанідеса стосуються теми позаземного життя: іноді — серйозно, іноді — в іронічній формі. Іншою темою, до якої регулярно звертався поет, є картина нічного зоряного неба.
Перекладацька спадщина Стефанідеса дуже широка: від поезії Сапфо VII століття до н. е. до сучасних йому грецьких поетів середини XX століття. Зокрема, переклав англійською мовою грецьку поему «Еротокрит» (XVII століття), а також вірші Костіса Паламаса — сучасного йому грецького поета. Чимало перекладів Стефанідес зробив разом зі своїм другом Георгіосом Кацимбалісом. Їх найперша з Кацимбалісом праця була видана 1926 року як антологія сучасної їм грецької поезії. Вона містила англійські переклади 60 віршів 33 грецьких поетів. Чотири перекладені вірші належали самому Стефанідесові. Критики відзначали особливість стилю Стефанідеса, який зміг перенести ритміку та мелодику неримованих віршів Паламаса з грецької до англійської мови.

## Особисті риси
Сучасники відмічають високу освіченість, широку ерудицію та добродушний характер Стефанідеса. Генрі Міллер описав Стефанідеса як знавця природи від мікроскопічних істот до зірок, а також «святого з голови до ніг». Особливо звертали увагу на його гумор, детально описаний Дарреллом-молодшим у книзі «Моя родина та інші звірі» та інших. 
У молодості Теодор належав до ліберальних грецьких кіл та оточення прем'єр-міністра Венізелоса. Він не схвалював дій консервативного грецького короля короля Костянтина I, та був покараний гаупвахтою у грудні 1921 року за відмову святкувати річницю повернення монарха до Греції. Стефанідес товаришував з прогресивними грецькими літераторами «покоління 30-х», й протистояв консерваторам. Натомість пізніше, переживши дві світові війни й бачивши жахи нацистського й комуністичного режимів, у зрілому віці перейшов на консервативні позиції, зокрема співчував режиму «чорних полковників», попри протилежну позицію більшості його родини.
Стефанідес дуже любив Корфу й докладав зусиль до захисту навколишнього середовища острова. Він навчав селян боротися з перевипасом худоби та ерозією ґрунтів, розсипав з вікна автомобіля насіння дерев для їх розповсюдження.

## Пам'ять

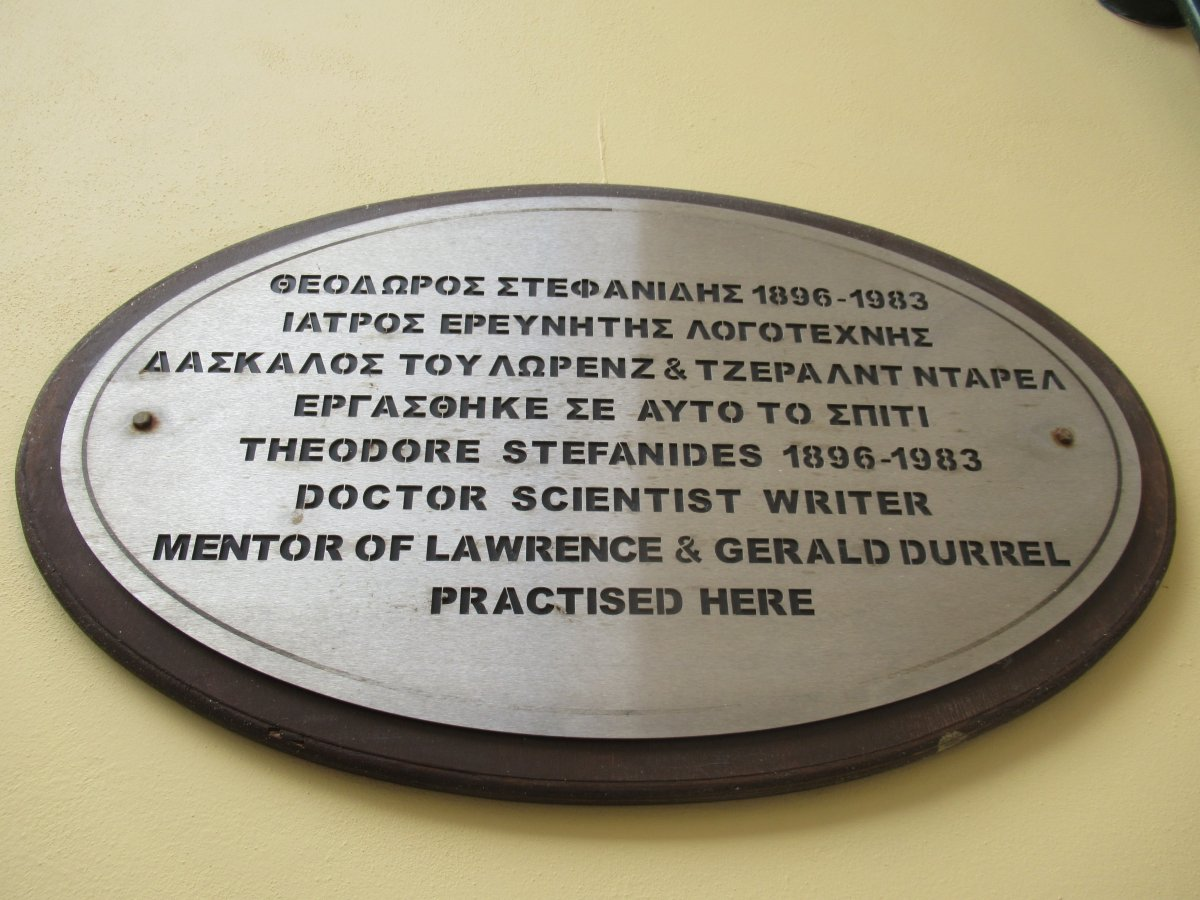
Меморіальна дошка на честь Теодора Стефанідеса в місті Керкіра

Ім'ям Стефанідеса названо три види мікроскопічних прісноводних ракоподібних:
- Cytherois stephanidesi Klie, 1938
- Thermocyclops stephanidesi Kiefer, 1938
- Schizopera stephanidesi Pesta, 1938

Імовірно, на його честь названий ще один підвид ракоподібних Diaptomus dudichi stephanidesi, виділений надалі в окремий вид Arctodiaptomus stephanidesi Pesta, 1935.
Теодор Стефанідес є персонажем чотирьох книжок Джералда Даррелла («Моя родина та інші звірі», «Птахи, звірі та родичі», «Сад богів» та «Філе палтуса»), книжки Лоуренса Даррелла «Печера Просперо», Генрі Міллера «Колос маруссійський».  Джералд Даррелл також присвятив йому свою книжку «Натураліст-любитель».
Серед екранізацій творів за участю Стефанідеса британський серіал «Даррелли» (2016—2019), де його роль зіграв Йоргос Караміхос
Французький метеоролог Фелікс Ламек пропонував назвати місячний кратер Ремер A у Затоці Любові «кратером Стефанідеса», проте Міжнародний астрономічний союз відхилив цю пропозицію.

## Публікації

### Наукові праці
- Stephanides, T., Aller, R. M., & Servais, F. La Pluie d'Etoiles Filantes du 9 Octobre 1933 // L'Astronomie. — 1934. — Т. 48. — С. 30-38.(фр.)
- Stephanides, T. (1937). The Mosquitos of the Island of Corfu, Greece, 28(3): pp. 405—407.
- Stephanides, T. (1937). Corfu Phlebotomus (Dipt. Psychod.) found in Human Habitations. Bulletin of Entomological Research. 30 (3): 303—304. doi:10.1017/S0007485300004624. ISSN 0007-4853.
- Stephanides, T. (1938). The Mosquitos of the Island of Corfu, Greece. Bulletin of Entomological Research. 29 (3): 251—251. doi:10.1017/S0007485300035598. ISSN 0007-4853.
- Stephanides, Theodore (1939). Corfu Phlebotomus (Dipt. Psychod.) found in Human Habitations. Bulletin of Entomological Research. 30 (3): 303—304. doi:10.1017/S0007485300004624. ISSN 0007-4853.
- Stephanides, T. (1947). The Microscope and the Practical Principles of Observation, Faber and Faber.
- Stephanides, T. (1948). A Survey of the Freshwater Biology of Corfu and of Certain Other Regions of Greece, Practika of the Hellenic Hydrobiological Institute, 2(2): 11-263.
- Lydon, F. L.; Stephanides, T.; Robb, T. M. (1949). Ringworm of the Scalp. BMJ. 1 (4603): 523—524. doi:10.1136/bmj.1.4603.523. ISSN 0959-8138.
- Stephanides, T (1949). GREEK PEASANT REMEDIES. The Lancet. 253 (6565): 1115—1117. doi:10.1016/S0140-6736(49)92155-8. ISSN 0140-6736.
- Stephanides, T. Some notes on the Entomostraca of Corfu, Greece, after an interval of 23 years, Praktika of the Hellenic Hydrological Institute 7/2 (1960), pp. 3-10.
- Stephanides, T. Synoptic History of Corfu in John Forte (ed.) Corfu: Venus of the Isles (Essex: East Essex Gazette, 1963).
- Stephanides, T. (1964). The influence of the anti-mosquito fish, Gambusia affinis, on the natural fauna of a Corfu lakelet (technical article), Practika of the Hellenic Hydrobiological Institute, 9: 3-6.

### Спогади
- Theodore Stephanides. Climax in Crete. 166 pp., Faber, 1946.
- Stephanides, T. Island Trails, MacDonald, 1973.
- Stephanides, T. In Egypt after the Fall of Crete. in James A. Brigham and Ian S. MacNiven (eds.), Deus Loci 3/3 (1980).
- Stephanides, T. Days at Palaeocastritsa. in James A. Brigham (ed.), Deus Loci 6/6 (1983).
- Stephanides, Theodore (1987). First Meeting with Lawrence Durrell; and, The House at Kalami. Twentieth Century Literature. 33 (3): 266. doi:10.2307/441477. ISSN 0041-462X.
- Stephanides, T. Corfu Memoirs. in Autumn Gleanings (Corfu: Durrell School of Corfu, 2011)

### Поезії
- Stephanides, T. The Golden Face (London: Fortune Press, 1965)
- Stephanides, T. Cities of the Mind (London: Fortune Press, 1969)
- Stephanides, T. Worlds in a Crucible (London: Mitre Press, 1973)
- Stephanides, T. Autumn Gleanings (Poems). in Autumn Gleanings (Corfu: Durrell School of Corfu, 2011)

### Інше
- Stephanides, T. Karaghiozis and the Enchanted Tree: A Modern Greek Shadow-Play Comedy (London: Greek Gazette, 1979)
- Stephanides, T. Bishop's Move. in James A. Brigham (ed.), Deus Loci 6/6 (1983).

### Переклади (англійською)
- Kostes Palamas. The Twelve Words of the Gypsy. Bilingual ed. Trans, by Theodore Ph. Stephanides and George C. Katsimbalis. Memphis: Memphis State Univ. Press, 1975. xl, 314 pp.
- Kostes Palamas. The King's Flutte. Preface by Charles Diehl and Introduction by E. P. Papa- noutsos. Translated by Theodore Ph. Stephanides and George C. Katsimbalis. Athens: The Kostas Palamas Institute, 1982. 336 pp.
- Poems by Kostes Palamas 1925.
- Modern Greek Poems 1926.
- C.P. Cavafy’s ‘Waiting for the Barbarians’, with Lawrence Durrell, New English Weekly 1939.
- Kostes Palamas: Three Poems 1969 (опубліковано приватно накладом 500 копій)
- Kostes Palamas: A Hundred Voices 1976; privately published (опубліковано приватно)
- Vinsentzos Kornaros: Erotokritos, 1984.
- Kostis Palamas, 'Iambs and Anapaests' and 'Ascraeus'. in Theophanis G. Stavrou and Constantine A. Trypanis (eds.) Kostis Palamas: A Portrait and an Appreciation (Minneapolis: Nostos, 1985).*
- Sweet-Voiced Sappho: Some of the Extant Poems of Sappho of Lesbos and Other Ancient Greek Poems; translated by Theodore Stephanides (London: Colenso Books, 2015)